# Выборы в Бутане
Выборы в Бутане проводятся на национальном и местном уровнях. Согласно действующему законодательству, голосовать имеют право граждане Бутана от 18 лет и старше. На национальных выборах избирают партии, которые формируют нижнюю палату парламента (Национальную ассамблею), которая, в свою очередь, назначает исполнительную власть.

## Выборы
Выборы в Бутане проводятся в одномандатных округах на национальном и местном уровнях. Национальная ассамблея состоит максимум из 55 членов, избираемых в дзонгхагах. Согласно конституции, члены ассамблеи избираются на 5 лет. Их также могут лишить мандата, выдвинув вотум недоверия.
В Национальный совет входят 25 членов, избираемых на выборах от 20-ти дзонгхагов, и 5 человек, назначаемых непосредственно королём.

### Национальная ассамблея
| Партии                         | Голосов | %      | Мест в ассамблее |
| ------------------------------ | ------- | ------ | ---------------- |
| Партия мира и процветания      | 169 490 | 67,04  | 45               |
| Народно-демократическая партия | 83 522  | 32,96  | 2                |
| Итого                          | 253 012 | 100,00 | 47               |

### Национальный совет
Выборы в Национальный совет Бутана, верхнюю палату нового двухпалатного парламента Бутана, впервые состоялись 31 декабря 2007 года, хотя первоначально были запланированы на 26 декабря 2007 года.
Основная статья: Выборы в Национальный совет Бутана (2018)
Основная статья: Выборы в Национальный совет Бутана (2023)

### Выборы в местные органы власти
Основная статья: Выборы в местные органы власти Бутана (2021)

## Закон о выборах

### Политические партии
Закон о выборах 2008 года предусматривает создание политических партий при условии их регистрации и действий в рамках конституции Бутана.
Все политические партии должны ежегодно предоставлять информацию об их активах, доходах, расходах и членах. Партии могут получать доходы от взносов членов партии и добровольных взносов в пределах, установленных избирательной комиссией.
Политические партии могут самораспуститься, их может распустить Верховный суд, их также могут удалить из регистра избирательной комиссии.

### Кандидаты
Политические партии могут выдвинуть представителей в каждом избирательном округе. Кандидаты должны быть зарегистрированы у должностного лица, контролирующего проведение выборов. Кандидат присутствует на заседаниях и контролирует процесс подсчёта голосов.

### Списки избирателей
Списки избирателей составляются по данным переписи населения. В 2011 году многие потенциальные избиратели, официально зарегистрированные в дзонгхагах и чивогах, проживали не по месту регистрации, и поэтому не смогли принять участие в выборах. Этот вопрос особенно актуален в городских районах, таких как Тхимпху, где в 2011 году около 6000 человек имели право голоса при общей численности населения свыше 86 000.

### Электронные машины для голосования
Во время выборов используют около 4000 электронных машин для голосования, изготовленных в Хайдарабаде, Индия. Главный комиссар по выборам в 2011 году заверил общественность, что во время последнего голосования удалось предотвратить фальсификации.